# Krausite
La krausite è un minerale.